# Луї Салом
Луїс Жауме Салом Хоррач (ісп. Lluís Jaume Salom Horrach; 7 серпня 1991, Пальмі-де-Майорка, Балеарські острови, Іспанія — 3 червня 2016, Барселона) — іспанський мотогонщик, віце-чемпіон світу з шосейно-кільцевих мотогонок серії MotoGP в класі Moto3 (2012). У сезоні 2016 виступав у класі Moto2 за команду «Stop And Go Racing Team» під номером 39.

## Кар'єра

### Ранні роки
Луї Салом народився в Пальма-де-Майорка. У перших змаганнях взяв участь у віці восьми років, вигравши чемпіонат Балеарських островів у класі 50 куб. см. Перейшовши у клас 125cc в 2005 році, знову стає чемпіоном Балеарських островів протягом двох років поспіль, після чого переходить у національний чемпіонат в 2007 році.
У своєму першому повному сезоні в національній першості, Салом посів сьоме місце в підсумку, здобувши одним подіум.

### Перехід у MotoGP: клас 125 сс
Салом дебютував у MotoGP по вайлд-кард на Гран-Прі Іспанії у Хересі з командою «SAG-Castrol» на мотоциклі Honda, зайнявши 23-є місце. Друга гонка відбулась у Каталуньї, після чого Салом перейшов в чемпіонат на регулярній основі, замінивши Сімоне Корсі в команді «WRB». У дванадцяти гонках в дебютному сезоні Салом набрав 21 очко, а найкращим результатом стало 6-е місце в Донінгтоні.
Сезон 2010 року Луї почав з командою «Lambretta Reparto Corse». Після перших двох етапів Салом набрав лише одне очко, тому перейшов до команди «Stipa-Molenaar Racing GP», з якою до кінця сезону набрав ще 71 пункт, що дозволило йому закінчити чемпіонат 12-м.
У 2011 році виступав за команду «RW Racing GP» на мотоциклі Aprilia, з якою вперше піднявся на подіум, зайнявши 2-ге місце на Гран-Прі Нідерландів. Пізніше ще раз піднявся на подіум (2-ге місце на Гран-Прі Австралії), що дозволило закінчити сезон 8-им у загальному заліку.
У сезоні 2012 року продовжив виступи за команду «RW Racing GP», у якої змінився постачальник мотоциклів. Ним став тендем Kalex і KTM. Цей сезон став найуспішнішим у кар'єрі молодого іспанця. І хоча чемпіонат впевнено виграв Сандро Кортезі, Луї Салом у боротьбі з Маверіком Віньялесом зміг здобути друге місце, обійшовши останнього на 7 очок. В цьому сезоні іспанець здобув дві перемоги (у Індіанаполісі та Арагоні), на Гран-Прі Чехії проїхав найшвидше коло; всього вісім разів підіймався на подіум.
Сезон 2013 року Салом розпочав у команді «Red Bull KTM Ajo» на мотоциклі KTM. Після переходу Кортезі у клас Moto2, Луї розглядався як один з головних претендентів на чемпіонство, що й підтвердив у першій гонці сезону у Катарі, здобувши перемогу. Загалом у перших шести гонках Салом шість разів підіймався на подіум, тричі на найвищу сходинку. Це дозволило йому очолити загальний залік, випередивши Маверіка Віньялеса та Алекса Рінса. Боротьба за чемпіонство тривала між ними до останньої гонки у Валенсії, перед якою першого Салома і третього Рінса розділяло всього 5 очок. Гонка завершилася для лідера чемпіонату Луї Салома падінням, тоді як Рінс наприкінці заїзду був атакований німцем Йонасом Фольгером. Віньялес виграв гонку і став чемпіоном світу з перевагою у 12 очок над Рінсом. Салом після аварії зумів повернутися у гонку і фінішувати 14-м, заробивши пару очок. Це дозволило йому завершити сезон на 3-й позиції. Після завершення чемпіонату Луїс прийняв пропозицію команди Сіто Понса «Paginas Amarillas HP 40» та з наступного сезону приєднався до неї для виступів у класі Moto2, де його напарником став головний суперник двох попередніх сезонів Маверік Віньялес.

### Moto2
У сезоні 2014 Салому довелось звикати до нового мотоцикла Kalex Moto2. Дебют виявився важким — у перших двох гонках сезону Луї набрав всього 2 очка, проте вже у наступній гонці, Гран-Прі Аргентини, він вперше піднявся на подіум у середньому класі, посівши 3-є місце. Додавши до цього 2-ге місце на Гран-Прі Італії, іспанець зміг фінішувати на 8-му місці у загальному заліку.
На сезон 2015 Луї залишився у команді, а його партнером став Алекс Рінс, давній суперник по «молодшому» класу. На жаль, його результаті у сезоні в порівнянні з попереднім погіршились — він жодного разу не фінішував у призовій трійці, зайнявши у загальному заліку лише 13-е місце. Через це він змушений був шукати нову команду, і на наступний сезон приєднався до знайомої команди «Stop And Go Racing Team», з якою він колись дебютував у великих призах.
Дебютна гонка сезону 2016 у Катарі підтвердила високий клас Луї, адже у ній він зайняв друге місце. Подальші гонки склались не так успішно, і за підсумками перших шести гонок він посідав десяте місце у загальному заліку.

### Загибель
Сьома гонка сезону відбувалась в Каталонії, майже на рідній для гонщика землі. За результатами першої практики Луї займав восьме місце. Проте на початку другої практики трапився трагічний інцидент — гонщик у дванадцятому повороті втратив контроль над мотоциклом та в'їхав в бетонне загородження. Маршали гонки відразу викинули червоні прапори, зупинивши заїзд. Луї був госпіталізований в клініку Барселони, проте його травми виявились несумісними з життям, і 3 червня 2016 року він помер внаслідок черепно-мозкової травми, не приходячи до тями.

## Статистика виступів у MotoGP

### В розрізі сезонів
| Сезон  | Клас   | Команда                  | Мотоцикл    | Гонки | Пер | Под | ПП | НК | Очки | Місце |
| ------ | ------ | ------------------------ | ----------- | ----- | --- | --- | -- | -- | ---- | ----- |
| 2009   | 125cc  | SAG-Castrol              | Honda       | 12    | 0   | 0   | 0  | 0  | 21   | 22    |
| 2009   | 125cc  | Jack & Jones Team        | Aprilia     | 12    | 0   | 0   | 0  | 0  | 21   | 22    |
| 2010   | 125cc  | Lambretta Reparto Corse  | Lambretta   | 16    | 0   | 0   | 0  | 0  | 72   | 12    |
| 2010   | 125cc  | Stipa-Molenaar Racing GP | Aprilia     | 16    | 0   | 0   | 0  | 0  | 72   | 12    |
| 2011   | 125cc  | RW Racing GP             | Aprilia     | 15    | 0   | 2   | 0  | 0  | 116  | 8     |
| 2012   | Moto3  | RW Racing GP             | Kalex KTM   | 17    | 2   | 8   | 0  | 1  | 214  | 2     |
| 2013   | Moto3  | Red Bull KTM Ajo         | KTM RC250GP | 17    | 7   | 12  | 4  | 5  | 302  | 3     |
| 2014   | Moto2  | Paginas Amarillas HP 40  | Kalex Moto2 | 18    | 0   | 2   | 0  | 1  | 85   | 8     |
| 2015   | Moto2  | Paginas Amarillas HP 40  | Kalex Moto2 | 17    | 0   | 0   | 0  | 0  | 80   | 13    |
| 2016*  | Moto2  | Stop And Go Racing Team  | Kalex Moto2 | 6     | 0   | 1   | 0  | 0  | 37   | 10*   |
| Всього | Всього | Всього                   | Всього      | 118   | 9   | 25  | 4  | 7  | 927  |       |

Примітка: *- сезон триває, дані наведено станом на після закінчення 6 гонок сезону з 18.

## Цікаві факти
- У сезоні 2012 року на Гран-Прі Нідерландів Луї посів четверте місце. Від третього місця його віддалило всього 0,001 секунди.[3]